# Leo Jung
Pour les articles homonymes, voir Jung.
Eliyahu, Jung, dit Leo Jung (né le 20 juin 1892 à Uherský Brod, margraviat de Moravie et mort le 19 décembre 1987, Manhattan, New York), est un rabbin américain éduqué à Berlin, une figure importante du judaïsme orthodoxe moderne aux États-Unis.

## Biographie
Leo Jung,,, est né le 20 juin 1892 à Uherský Brod, Moravie. Il est le fils du rabbin Dr. Meir Tzvi Jung, rabbin de Mannheim, puis de Uherský Brod et de Londres, et de Esther (Ernestine) Jung (née Silberman). Le rabbin Meir Tzvi Jung est né en 1858 et est mort le 10 juin 1921 à Londres.
Il fait partie d'une fratrie de 6 enfants: Lolla Bloch, Moses Jung, Julius Jung, Bertha Ehrentreu. et Gabriel Young. Lola Bloch est née en 1890 à Mannheim, Bade-Wurtemberg, Allemagne et est morte en 1970 à Londres.
Le rabbin Dr. Moses (Max) Jung, est professeur de religion comparée à l'université Columbia. Il est né en 1891 à Uherský Brod, en Moravie et est mort en octobre 1960. Julius "Yitzchok" Jung est né en avril 1894, Uherský Brod, en Moravie, et est mort en 1975 à Londres. Bertha Ehrentreu (Jung) est née le 14 novembre 1899 à Uherský Brod, en Moravie et est morte en 1962, à Manchester, Royaume-Uni. Gabriel "Gablo" Young (Jung) est mort à Londres.

### Londres
Le père de Leo Jung, Meir Jung devient le rabbin de la London Federation of Synagogues en 1912f>.

### Études
Leo Jung étudie dans des Yeshivot en Hongrie. Il est ordonné rabbin par le rabbin Mordecai Schwartz et le rabbin Avraham Kook. 
Après la Première Guerre mondiale, il étudie au Séminaire rabbinique Hildesheimer, où il reçoit son ordination du rabbin David Zvi Hoffmann en 1920.
Il étudie à l'université de Londres et reçoit un doctorat (Ph.D.).

### Cleveland
En 1920, il devient rabbin de la Congregation Kenesseth Israel à Cleveland, dans l'Ohio. Cette position avait d'abord été offerte à son père.

## Œuvres
- Dans les Jewish Library Series:
  - Foundations of Judaism. The Jewish Library Series. 1. N.Y.: Jewish Center, 1923
  - Essentials of Judaism. The Jewish Library . 2. New York:  Union of Orthodox Jewish Congregations of America, 1927,  1943, 1953
  - Woman.The  Jewish Library Series.3. New York: N.Y.: Soncino Press,  1934
  - Judaism in a Changing World, Ed. The Jewish Library Series. 4.  New York: Oxford University Press, 1939
  - Israel of Tomorrow. The Jewish Library Series. 5.  New York: Herald Square Press, 1946
  - Jewish Leaders, 1750-1940. The Jewish Library Series. 6. New York: Bloch Publishing Co., 1953
  - Guardians of Our Heritage, 1724-1953. The Jewish Library Series.7. New York: Bloch Publishing Co., 1958
  - Men of The Spirit. The Jewish Library Series. 8. New York: Kymson Publishing Co., 1964
  - Faith. The Jewish Library Series. 1. London, New York: Soncino Press, 1968
  - The Folk. The Jewish Library Series. 2. London, New York: Soncino Press, 1968
  - Woman. The Jewish Library Series. 3. New York, London: Soncino Press, 1970
  - Judaism in a Changing World. The Jewish Library Series. 4. London, New York, 1971
  - Panorama of Judaism. Part One. The Jewish Library Series. 5.  London, New York: Soncino Press, 1974
  - Panorama of Judaism. Part Two. The Jewish Library Series.6. London, New York: Soncino Press, 1974
  - *Hyman B.Grinstein . A Short History Of The Jews In The United States. The Jewish Library Series. 7.  London, New York: Soncino Press, 1980
  - The Path of a Pioneer The Autobiography of Leo Jung, The Jewish Library Series. 8. London, New York: Soncino Press, 1980
- Autres ouvrages:
  - Business Ethics in Jewish Law. New York: Hebrew Publishing Company in conjunction with Board of Jewish Education of Greater New York, 1987
  - Crumbs and Characters: Sermons, Addresses, and Essays. New York: Night and Day Press, 5202/1942
  - Fallen Angels in Jewish, Christian, Mohammedan Literature.  Dropsie College for Hebrew and Cognate Learning; 1926.   N.Y.: Ktav Publishing House, 1974. Originally presented as the author's thesis, University of London
  - Harvest, Sermons, Addresses, Studies. New York: P. Feldheim Inc., 1956.
  - Human Relations in Jewish Law, 1967.  Reprintedt. as  Between Man and Man. New York: Jewish Educational Press, 1976
  - Knowledge and Love in Rabbinic Lore. New York: Yeshiva University Press; (Department of Special Publications), 1963
  - Living Judaism. New York: Night and Day Press, 1927
  - Love and Life. New York: Philosophical Library, 1979
  - The Rhythm of Life: Sermons, Studies, Addresses. New York, New York: Pardes Publication House Inc., 5710/1950
  - Sages and Saints. Hoboken, New Jersey: Ktav Press, 1987
  - Towards Sinai: Sermons and Addresses. New York: Pardes Publishing House, 1929